# Eresia mimas
Eresia mimas är en fjärilsart som beskrevs av Otto Staudinger 1885. Eresia mimas ingår i släktet Eresia och familjen praktfjärilar. Inga underarter finns listade i Catalogue of Life.